# 화물연대
화물연대(貨物連帶)는 대한민국의 화물운수업종 특수고용화물노동자들의 권익을 위해 설립된 단체이다. 구성원 대부분이 개인사업자이고 정부로부터 근로자성이 부인되며 법적인 노동조합으로 인정받지 못하고 있으나, 전국민주노동조합총연맹 산하 전국공공운수노동조합에 화물연대 "본부"로 가입되어 있다. 
대한민국의 화물노동자는 대부분 위장된 개인사업자신분으로  위·수탁 등의 특수고용직 형태로 일하고 있으며,1999년 행정해석을 통하여 노동법적 권리를 박탈당했다. 따라서 근로기준법의 보호를 받기가 곤란한 경우가 많다. 이런 이유로 2002년 화물연대가 출범하여 민주노총에 가입하여 노동자성을 인정받기위해 노조법 개정을 요구하고있다. 이후 2006년 공공운수사회서비스연맹 운수노조로 전환하였고 지금은 공공운수노조 화물연대본부로 산별전환하였다. 
특수고용직의 노동조합법상 근로자 여부와 관련하여 화물연대 소속이었지만 근로자성이 상대적으로 강한 택배노동자들이 화물연대를 탈퇴해 2017년 전국택배연대노동조합을 설립하기도 하였지만 화물연대는 화물노동자 전체가 근로자성을 부여받아야한다며 노조법 개정을 요구하고있다.
2019년까지 공식 명칭은 화물운송특수고용직연대본부 로 조합원 자격을 화물운송특수고용직노동자 및 관련 업종에 종사하는 노동자로 하였으나, 2019년 정식 명칭을 화물노동자연대본부로 개정하고 화물운송업에 종사하는 노동자로 가입 자격을 변경하고, 관련 업종 노동자는 후원회원이 될 수 있게 하였다.
소득이 적어 도로교통법을 위반하는 범죄를 
저지르게 된다고 하면서 '안전 운임제' 도입을 요구하며 집단 파업을 했다.

## 가입 자격
본부는 화물운송업에 종사하는 노동자로 구성되며 사용자는 조합원이 될 수 없다. 관련업종 노동자는 후원회원이 될 수 있다.